# La Bigottière
La Bigottière település Franciaországban, Mayenne megyében. Lakosainak száma 490 fő (2022. január 1.). La Bigottière Alexain, Andouillé, Chailland, Placé, Saint-Germain-d’Anxure és Saint-Germain-le-Guillaume községekkel határos.

## Népesség
A település népességének változása:
| Lakosok száma | 407  | 342  | 349  | 383  | 493  | 501  | 498  | 496  | 493  | 490  |
|               | 1968 | 1982 | 1990 | 2006 | 2013 | 2015 | 2017 | 2019 | 2020 | 2022 |